# Michèle Reverdy
Pour les articles homonymes, voir Reverdy.
Michèle Reverdy est une compositrice française née le 12 décembre 1943 à Alexandrie (Égypte) et professeur honoraire d'analyse et d'orchestration au Conservatoire national supérieur de musique et de danse de Paris. Elle est l'auteur de soixante-quinze œuvres allant de la pièce pour instrument soliste à l'opéra et la musique symphonique.

## Biographie
Michèle Reverdy fait ses études musicales au Conservatoire de Paris. Elle y fréquente les classes d’Olivier Messiaen et de Claude Ballif, et y obtient ses premiers prix de contrepoint, d’analyse et de composition. Entre 1979 et 1981, elle est pensionnaire à la Casa de Velázquez de Madrid. De 1983 à 2009, elle est professeur d’analyse et d’orchestration au Conservatoire de Paris.
En 1993, elle est compositeur en résidence au conservatoire à rayonnement régional de Strasbourg et invitée du Festival Musica dans la même ville. En 1995, la SACEM lui remet son grand prix de la musique symphonique pour l’ensemble de son œuvre. Productrice à Radio France de 1978 à 1992, Michèle Reverdy est l'autrice de deux livres sur Olivier Messiaen.
Elle a composé pour des effectifs variés et de nombreuses formations de chambre 
- instruments solistes, duos, trios, quatuor à cordes, quintette à vent, etc.,
- voix : Sept Enluminures sur des textes de Serge Poliakoff, Nouvelles du monde après sur un poème de Christian Doumet, Le Nom sur le bout de la langue en collaboration avec Pascal Quignard,
- ensembles vocaux : Trois Fantaisies de Gaspard de la Nuit, sur des poèmes d’Aloysius Bertrand ; En la Noche dichosa, sur douze poèmes de Saint Jean de la Croix ; Propos Félins, sur un texte de sa fille Anne Reverdy,
- orchestre de chambre : Concerto pour Orchestre créé par l’Ensemble intercontemporain et repris avec succès en 2002 à San Francisco,
- grand orchestre : Le Cercle du vent commande de la Fondation Gulbenkian, Lac de Lune créé en 2004 par l’Orchestre national de France sous la direction de Kurt Masur.

Elle s’est également illustrée dans le genre de l’opéra, avec Le Château d’après Kafka, La Haute Note Jaune (vie et mort de Vincent van Gogh) sur un livret de Michel Siret-Gille, Le Précepteur d’après Jakob Lenz  (commande de Hans Werner Henze pour la Biennale de Munich), Le Fusil de Chasse d’après Yasushi Inoue, et Médée d’après Christa Wolf, créé à l’Opéra de Lyon dans une mise en scène de Raoul Ruiz, en 2003.
En 2017, elle fait don de ses archives à la Bibliothèque nationale de France.

## Œuvres
- À la flamme des fouets (1973)
- Alep (2014)
- Am Stram Gram (1997)
- Anacoluthes (2008)
- Arcane (1979)
- Cante Jondo (1974-80)
- Capricho (1990)
- Cheminement d'un timbalier (2011)
- Chemins croisés (1996)
- Chimère (1992)
- Cinq Pièces pour violoncelle (2004)
- Concerto pour harpe (2005)
- Concerto pour orchestre (1994)
- Cyclades (1988)
- De l'ironie contre l'absurdité du monde (2009)
- Dix Musiques-Minutes (1994)
- El Corro Infrangible (1982)
- Éloge de l'ellipse (1996)
- En la Noche dichosa (2002)
- En Terre inconnue (1992)
- Espaces (1975)
- Fantasia (1985)
- Figure (1976)
- Hécate (2008)
- Hommage à Cioran (1992)
- It did'nt crash! (1991)
- Kaléïdoscope (1975)
- La Caja de Pandora (2007)
- La Fable de la Mort et du boxe(u)r (2002)
- La Nuit qui suivit notre dernier diner (1984)
- Lac de lune (1997)
- Le Cercle du vent (1988)
- Le Château (1980-86)
- Le Fusil de Chasse (1998)
- Le Nom sur le bout de la langue (1993)
- Le Précepteur (1990)
- Le Rideau bleu (1978)
- Les Amours jaunes (2005)
- Les Gémeaux (1993)
- Les Jeux de Protée (1984)
- Les Ruines Circulaires (1995)
- Les Travailleurs de la Mer (2005)
- L'Île aux lumières (1983)
- L'Intranquillité (1991)
- Médée (2001)
- Météores (1978)
- Messe pour la Paix (1991)
- Messe pour les Blancs Manteaux (1990)
- Mimodrame (1981)
- Mine de cuivres, quintette (2007)
- Nouvelles du monde après (1998)
- Number one (1977)
- Pas de panique ! (n°1) (1987)
- Pas de panique ! (n°2) (1992)
- Po-Cha-De (2005)
- Propos félins (1988)
- Quatorze poignées d'argile (1999)
- Quintette à vent (1980)
- Régions (1977)
- Rencontres (1994)
- Scenic Railway (1983)
- Sept enluminures (1987)
- Solo (1996)
- Sonata (1995)
- Souci sans soucis (1977)
- Tétramorphie (1976)
- Through the looking glass (1980)
- Triade (1986)
- Trio Nomade (2003)
- Trois Fantaisies de Gaspard de la nuit (1987)
- Trois Pièces (1975)
- Un rêve à peine commencé... (1985)
- Un Signe dans l'espace (1990)
- Un voyage à Paris (1992)
- Vincent, ou la Haute note jaune (1984-89)
- Which dreamed it ? (2009)